# Requejo
Pour les articles homonymes, voir Requejo (homonymie).
Requejo de Sanabria est une municipalité espagnole de la communauté autonome de Castille-et-León et de la province de Zamora. En 2023, elle compte 118 habitants.

## Lieux et monuments
- Tunnel de Padornelo-Lubián pour la ligne à grande vitesse de Galice.

## Source
- (es) Cet article est partiellement ou en totalité issu de l’article de Wikipédia en espagnol intitulé « Requejo de Sanabria » (voir la liste des auteurs).